# Miroslav Marković
Miroslav Marković (in serbo Мирослав Марковић?; Aranđelovac, 4 novembre 1989) è un calciatore serbo, attaccante svincolato.

## Carriera
Ha giocato nella massima serie ceca, in quella slovacca, in quella greca, in quella serba ed in quella marocchina; ha inoltre giocato due partite nella UEFA Europa League 2016-2017 con la maglia dello Slovan Liberec e 9 partite nella Coppa della Confederazione CAF 2018-2019 (con anche una rete segnata) con la maglia dell'Hassania Agadir.